# Тремблер бурий
Тремблер бурий (Toxostoma curvirostre) — вид горобцеподібних птахів родини пересмішникових (Mimidae).

## Поширення
Вид поширений на південному заході США та у Мексиці. Він мешкає в пустелях і напівпустельних районах, серед чагарників і кактусів, але також трапляється в межах лісів і є відносно поширеним мешканцем в садах і міських парках.

## Спосіб життя
Як правило, це одиночні птахи, але вони можуть кормитися парами і утворювати змішані зграї з іншими видами птахів. Харчується на землі. Його раціон складається з дрібних фруктів, комах, хробаків або молюсків. Будує чашоподібне гніздо з гілочок, вистелене травою та корінцями. Зазвичай воно розташоване на кактусі або колючому пустельному чагарнику. Самиця відкладає 2—4 яйця синювато-зеленого або блідо-жовтувато-блакитного кольору. Насиджують обидва батьки. Інкубація триває два тижні. Молодь вилітають з гнізда через 11—18 днів після вилуплення.